# Francisco Morato
Francisco Morato är en stad och kommun i Brasilien och ligger i delstaten São Paulo. Kommunen ingår i São Paulos storstadsområde och hade år 2014 cirka 167 000 invånare. Francisco Morato blev en egen kommun 1965 efter att tidigare ha tillhört Franco da Rocha.